# Rose Marie Dähncke
Rose Marie Kerszebinsky de Dähncke (Lubeca, 10 de febrero de 1925) es una micóloga alemana. Trabajaba en la Schwarzwälder Pilzschau una muestra de setas en la Selva Negra, la desarrollaba a un establecimiento educativo y comprobaba unos 500 expertos de setas. Dähncke ha publicado numerosos libros, algunos de los se consideran como obras modelos. Es la autor del primero libro de cocina para las setas, para que recibió la medalla de oro de la academia de gastronomía alemana (Gastronomische Akademie Deutschlands).
Ahora vive en La Palma, donde ha hecho importantes contribuciones al estudio de las setas locales. Es presidenta honoraria de la Sociedad Micológica de La Palma y miembro honorario de la Sociedad Micológica de Gran Canaria.
Su abreviatura botánica y micológica de autor es “Dähncke”.

## Vida

### Infancia y educación (1925–1939)
Es hija única de Hans Ferdinand Heinrich Kerszebinsky y de Martha Syska. Ferdinand era ingeniero topógrafo y el hijo de Johannes Kerszebinsky, un terrateniente y oficial de la Garde du Corps.
Sus primeros años de infancia, los pasó en el señorío de su abuelo en Brinsdorf. Entonces, la familia vivió en Niederfinow durante varios años. En 1929 se trasladaron a Fürstenwalde, donde Rose Marie fue a la escuela primaria y media. A partir de 1939, completó una formación de dos años en la escuela de comercio en Berlín, donde se graduó con un diploma de secretaria.
Muy temprano Rose Marie Dähncke desarrolló una pasión para cabalgar.

### Trabajo y familia (1939–1953)
Su tiempo de trabajo fue influido bastante por la Segunda Guerra Mundial. Al comienzo, trabajó como secretaria de un teniente coronel en el Pionierpark Fürstenwalde. Tras la disolución de éste, en 1942, fue secretaria del contratista de obras Emil Zeidler en Müllrose.
Más tarde fue soldadora. Con ese empleo, se enfermó, y volvió a trabajar de nuevo como secretaria. Esta vez en el Oberkommando der Wehrmacht en Fürstenwalde. Cuando este se alejó hacia Berlín a finales de guerra, huyó con su madre hacia Lubeca.
En 1951 se casó con Friedrich Karl Heinrich Dähncke un empleado en la fábrica farmacéutica Brunnengräber en Lubeca.

### Setas y emigración (desde 1945)
En 1945 comenzó de estudiar las setas bajo los farmaceutas Dr. Pawlenka y Walter Schwedesky. Tras algunos años de experiencia práctica sus maestros la declararon consejera de setas.
Tras su divorcio se alojó en Hornberg donde manejó la Schwazwälder Pilzlehrschau desde 1972, una institución ciudadana. Pasó el examen de experta de setas y fue encomendada con la educación de consejeros de setas.
Cuando visitó La Palma en 1979 decidió emigrar a esta isla y comprar una finca.

## Logros

### En Alemania
Rose Marie Dähncke expandió la Schwarzwälder Pilzschau un establecimiento educativo, pues llamó Schwarzwälder Pilzlehrschau. Allí organizó por ejemplo unos cursos, unas excursiones y conferencias. Además probó expertos en setas.
Más tarde empezó a publicar. Pilzsammlers Kochbuch (un libro de cocina para los buscadores de setas) es el primer libro de cocina de setas. Publicó también 700 Pilze (700 setas)con su hija Sabine Maria como coautora y 1200 Pilze in Farbfotos (1200 setas en fotos a color). Ambas obras se consideran como obras modelos. Este último se ha vendido 100.000 veces.

### En La Palma
En La Palma Dähncke podría documentar más de 1.300 especies de setas. Junto con otros autores describió casi 30 nuevas especies. Las especies Entoloma rosemariae, Leucoagaricus rosemariae y Lyophyllum rosae mariae llevan el nombre de ella. En nombre del Gobierno de la isla produjo dos CD con temas de setas e hizo cursos de setas para los empleados del departamento de Medio Ambiente. Cada año Rose Marie Dahncke organiza una reunión micológica, visitando de expertos de varios países europeos.

## Publicaciones

### Libros de la naturaleza
- Pilzkompass. Gräfe und Unzer, Múnich 1976, ISBN 3-7742-1623-1
- Beerenkompass. Gräfe und Unzer, Múnich 1977, ISBN 3-7742-1625-8
- Was ist was. Tessloff Verlag, Hamburgo 1977, ISBN 3-7886-0273-2
- Wie erkenne ich die Pilze. AT-Verlag, Aarau 1978, ISBN 3-85502-039-6. (nueva publicación con el título Grundschule für Pilzsammler. en 1985)
- Reise in die Pilzwelt. AT-Verlag, Aarau 1979, ISBN 3-85502-051-5
- 700 Pilze in Farbfotos. AT-Verlag, Aarau 1979, ISBN 3-85502-045-0
- Streifzug durch Wald und Wiese. AT-Verlag, Aarau 1981, ISBN 3-85502-106-6 (nueva publicación con el título Wilde Blumen leicht erkennen. AT-Verlag, Aarau 1988, ISBN 3-85502-330-1)
- 200 Pilze. AT-Verlag, Aarau 1982, ISBN 3-85502-145-7
- Pilze. Silva Verlag, Zúrich 1986
- 1200 Pilze in Farbfotos. AT-Verlag, Aarau 1993, ISBN 3-85502-503-7
- Las setas en La Palma. Excmo. Cabildo Insular de La Palma y Caja Canarias, 1998, ISBN 84-87664-11-3

### Libros de cocina
- Pilzsammlers Kochbuch. Gräfe und Unzer, Múnich 1975, ISBN 3-7742-1621-5
- Schlemmereien aus Wald und Wiese. AT-Verlag, Aarau 1979, ISBN 3-85502-054-X
- Brot, das jeder backen kann. AT-Verlag, Aarau 1981, ISBN 3-85502-130-9
- Mein praktisches Pilzkochbuch (Autorin: Sabine Maria Dähncke, NICHT Rose Marie) Gräfe und Unzer, Múnich 1983, ISBN 3-7742-1637-1
- Mein Inselkochbuch. AT-Verlag, Aarau 1983, ISBN 3-85502-176-7
- Eiscreme unübertrefflich selbst gemacht. AT-Verlag, Aarau 1983, ISBN 3-85502-163-5
- Liköre selber machen. AT-Verlag, Aarau 1985, ISBN 3-85502-239-9

### CD
con fotos autorizado por Rose Marie Dahncke, textos y programación, etc. Sabine Maria Dahncke
- Catálogo de las Setas de La Palma. Excmo. Cabildo Insular de La Palma, 1998
- Die Pilze in La Palma
- Die Pilze im Biosphärenreservat Los Tilos
- Las Setas en la Reserva de Biosfera de La Palma